# Инголь
Инголь — озеро на территории Шарыповского района Красноярского края России, в 1983 году объявлено памятником природы. Оно расположено в лесостепной местности северной предгорной части Кузнецкого Алатау. Относится к бассейну реки Урюп.
Размеры озера — 3,5 километра в длину и до 1,5 километра в ширину. Площадь его поверхности равна 4,063 км², площадь водосбора — 10,1 км². Глубины составляют: средняя — 21,1 метра, максимальная — 37,5. Длина береговой линии — 8,345 км. Расположено на высоте 349,8 метра над уровнем моря, объём равен 85,861 млн м³.
В озеро впадают три ключа: один постоянный и два временных. В многоводные сезоны из озера вытекает Ингольский ручей — приток реки Объюл.
В Инголе водится следующие виды рыбы: пелядь, окунь, лещ, сорога, щука, карась, а также байкальский омуль. С 1991 года озеро входит в систему особо охраняемых природных территорий Алтае-Саянского экорегиона и имеет статус гидрологического памятника природы регионального значения.
На озере и в его окрестностях зафиксировано 173 вида птиц, 42 вида млекопитающих и 3 вида земноводных, а также 8 видов рыб.
Согласно полученным данным экспедиции от 2012 года Томского клуба аквалангистов «Наяда» университета ТУСУР максимальная глубина озера составляет немногим более 40 м (39,5 м согласно данным эхолота). Составлена первая карта глубин и 3D-модель озера с привязкой к местности.
Код объекта в государственном водном реестре — 13010400111115200001044.